# Gulveiga

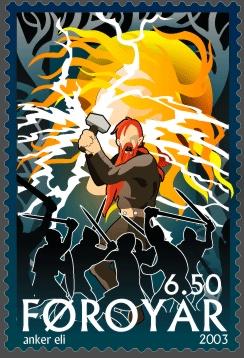
Execució de Gullveig en un segell postal feroès.

En la mitologia nòrdica, Gulveiga (en norrè, Gullveig) era una misteriosa deessa o geganta que va iniciar la guerra entre els ansos i els vanis.
En una visita que va fer a Asgard, els ansos no la van suportar més, per la qual cosa van crear una foguera en el centre de Gladsheim, van matar la Gulveiga i la van llançar a la foguera. El problema va ser que ella ressuscitava, per la qual cosa els ansos van fer tres intents, però el resultat era sempre el mateix. En veure com la Gulveiga sortia de la foguera la van començar a anomenar Heida (Heiðr “brillant”).

## Atestació
Gulveiga està testificada únicament en el poema Völuspá de la Edda poètica. En el poema, una volva recorda que Gulveiga va ser travessada per llances abans de ser cremada tres vegades a la sala d'en Har (Hárr és un dels noms d'Odin) i, no obstant això, va ressuscitar les tres vegades. La volva va dir que després que fos cremada se'n va dir Heida (Heiðr). Heida era una volva que podia aconseguir grans gestes.

## Etimologia
L'etimologia en norrè de Gullveig és problemàtica. El primer element, Gull significa «or». No obstant això, el segon, veig és fosc (element present en diversos nom en norrè com ara Rannveig, Sölveig i Thórveig).

## Teoria
Diversos erudits com ara en Gabriel Turville-Petre, en Rudolf Simek i en John Lindow han teoritzat que Gullveig/Heiðr probablement és Freia i que la seva implicació amb els ansos probablement va ser una causa de la guerra entre els ansos i els vanis.